# Élections européennes de 2009 en Irlande

les circonscriptions électorales.

Les élections européennes se sont déroulées le vendredi 5 juin 2009 en Irlande pour désigner les 12 députés européens au Parlement européen, pour la législature 2009-2014.
Le nombre de députés irlandais ayant été réduit de 13 à 12, la circonscription de Dublin n'élira plus que trois députés, tandis que les comtés de Longford et de Westmeath ont été transférés de la circonscription Est au Nord-Ouest. Le système de vote reste celui du vote unique transférable.

## Résultats
| Parti | Parti           | Chef du parti | Voix de première préférence | %    | ±    | Sièges | ±  |
| ----- | --------------- | ------------- | --------------------------- | ---- | ---- | ------ | -- |
|       | Fine Gael       | Enda Kenny    | 532 889                     | 29,1 | +1,3 | 4      | -1 |
|       | Fianna Fáil     | Brian Cowen   | 440 562                     | 24,1 | -5,4 | 3      | -1 |
|       | Labour Party    | Eamon Gilmore | 254 619                     | 13,9 | +3,4 | 3      | +2 |
|       | Sinn Féin       | Gerry Adams   | 205 613                     | 11,2 | +0,1 | 0      | -1 |
|       | Socialist Party | Joe Higgins   | 50 510                      | 1,9  | +0,2 | 1      | +1 |
|       | Libertas        | Declan Ganley | 102 709                     | 3,1  | +3,1 | 0      | =  |
|       | Parti Vert      | John Gormley  | 34 585                      | 1,5  | -2,4 | 0      | -2 |
|       | Indépendants    | Indépendants  |                             |      |      | 1      | -1 |
| Total | Total           | Total         |                             | 100  | –    | 12     | -1 |

## Analyse
Recul global de la majorité et apparition des socialistes qui, sans faire de percée, conquièrent un siège. Regain de voix pour les travaillistes et nette baisse des verts.